# Raimond II Trencavel
Raimond II Trencavel (né en 1207, mort entre 1263 et 1267), est un membre de la maison Trencavel. Il cherchera, des années durant, à reprendre les possessions de son père dont la Croisade des albigeois l'avait spolié. Il s'opposa à plusieurs reprises à Amaury de Montfort, alors établi sur les anciens domaines Trencavel.

## Jeunesse
Né en 1207 comme l'indique quelques chroniques du XIIIe siècle, Raimond est très jeune lorsque les croisés font le siège de la ville de Carcassonne, alors tenue par son père Raimond-Roger Trencavel en 1209. À la prise de la ville, Simon de Montfort, alors chef militaire de la croisade, fera emprisonner Raimond-Roger dans ses propres cachots. À la mort de ce dernier le 10 novembre 1209, Simon de Montfort, qui briguait les territoires Trencavel, fait signer à Agnès de Montpellier, l'épouse du défunt, une renonciation sur ses droits ainsi que ceux de son fils. En contrepartie, elle reçut une rente viagère de trois mille sous et le remboursement sur un an, réalisé en quatre versements, de sa dot se montant à vingt-cinq mille sous. Raimond est alors confié à la tutelle du comte Raymond-Roger de Foix.

## Première reconquête
Raimond prit une part active à la reconquête occitane menée par Raymond VII de Toulouse. En effet, à partir de 1216, le pays se soulève face au joug imposé par Simon de Montfort. Ce dernier sera d'ailleurs tué en tentant de soumettre la ville de Toulouse par le biais d'un siège en règle, en 1218. Son successeur, son fils Amaury, sera incapable de faire face à cette révolte générale et restituera peu à peu les terres conquises lors de la Croisade des albigeois. En 1224, Carcassonne est reprise et Raymond VII offre la ville à son possesseur légitime : Raimond.
Il la conservera jusqu'en 1226, année où Louis VIII viendra soumettre la ville à nouveau.
Cette dépossession sera entérinée par le traité de Meaux-Paris en 1229 qui fera de la ville une sénéchaussée royale. Raimond dut s'exiler à la cour du roi d'Aragon.

## Deuxième reconquête
En 1240, Raimond, qui possédait encore de nombreux contacts dans le pays, décide de reprendre son dû : la cité de Carcassonne, avec l'aide d'Olivier de Termes. Le 17 septembre, il profite de la complicité de la noblesse locale et des habitants des faubourgs de la ville pour assiéger la cité. Les combats dureront 25 jours et seront sans merci. Alors que la cité allait tomber aux mains des faydits qui accompagnent Raimond, l'armée royale arrive pour secourir la cité. Le 11 octobre, Raimond doit lever le siège de toute urgence. Il se rend à Montréal où il sera poursuivi et assiégé à son tour. Il réussit à s'échapper et repartit à nouveau en exil en Aragon.

## Soumission et prise de la croix

Armoiries après 1247.

En 1246, Raimond sera contraint à renoncer à ses droits. L'année suivante, il brisera son sceau de vicomte de Béziers et de Carcassonne en gage de soumission au roi de France qui est alors saint Louis. En 1248, il fit partie de la septième croisade. Le dernier acte connu le concernant date de 1263.
On suppose qu'il est mort avant 1267, date à laquelle son fils Roger apparaît sous le nom de Roger de Béziers, fils de Trencavel, dit vicomte de Béziers.